# Ritual (The Black Dahlia Murder)
| Recensione | Giudizio |
| ---------- | -------- |
| AllMusic   |          |

Ritual è un album studio del gruppo musicale statunitense The Black Dahlia Murder, pubblicato nel 2011. È stato pubblicato, oltre che in formato compact disc, anche in LP, in due versioni differenti: una con il disco dorato e l'altra col classico disco nero, entrambe in edizione limitata.

## Tracce
Testi e musiche di Trevor Strnad.
1. A Shrine to Madness – 4:40
2. Moonlight Equilibrium – 3:28
3. On Stirring Seas of Salted Blood – 4:42
4. Conspiring with the Damned – 3:44
5. The Window – 3:39
6. Carbonized in Cruciform – 4:46
7. Den of the Picquerist – 1:30
8. Malenchantments of the Necrosphere – 4:18
9. The Grave Robber's Work – 3:37
10. The Raven – 2:58
11. Great Burning Nullifier – 3:25
12. Blood in the Ink – 4:40

## Formazione
- Brian Eschbach - chitarra ritmica
- Ryan "Bart" Williams - basso
- Ryan Knight - chitarra solista
- Shannon Lucas - batteria
- Trevor Strnad - voce